# 陳善美
陳善美（：／ Jin Sun-mee；1967年5月14日—），大韓民國政治人物、律師。韓國全羅北道淳昌郡出身。

## 律師生涯
在參政之前，她是一名律師，為邊緣化人群的權利工作。她是負責撤銷父權制戶主（戶長）制度的律師之一。

## 政治生涯
2012年4月11日，她投入國會議員選舉，以民主統合黨比例代表第五位的順序當選進入國會。同年的總統選舉民主統合黨初選時，陳善美與另一位國會議員都鍾煥共同擔任候選人文在寅的發言人。文在寅初選勝出後，她與另一位議員陳聲準一同擔任文在寅候選人的發言人。
2016年，她再度投入國會議員選舉爭取連任，參選首爾江東甲選區並當選，成為該區第一位女性候選人與議員，也光復該區四屆16年的保守派議席。擔任第19屆和第20屆國民議會期間，力促政府關閉了Soranet色情網站，並啟動了《生活夥伴關係法》。2018年8月，被文在寅政府提名為女性家族部部長，並於2018年9月21日被任命。2020年國會議員選舉，陳善美再度連任。